# 阿爾法集團
阿尔法集团（俄语：Альфа-Групп）是俄罗斯莫斯科的一家大型私营投资公司，涉足石油、天然气、投资银行、保险、零售、电信等多个领域。公司由米哈伊尔·弗里德曼等成立于1989年。